# رزماری لاسیگ
رزماری لاسیگ (انگلیسی: Rosemary Lassig; ۱۰ اوت ۱۹۴۱ – ۱ نوامبر ۲۰۱۷) شناگر اهل استرالیا بود.
وی در مسابقات کشوری و بین‌المللی در مجموع برندهٔ ۱ مدال نقره شده‌است.